# داریجی‌لار (دازقری)
داریجی‌لار (به ترکی استانبولی: Darıcılar) یک منطقهٔ مسکونی در ترکیه است که در دازقری واقع شده‌است.